# Cumplir un año menos (canción)
"Cumplir un año menos" es la quinta pista del quinto álbum de estudio de La Oreja de Van Gogh, A las cinco en el Astoria.

## Acerca de la canción
"Cumplir un año menos" habla sobre los sentimientos de una mujer que perdió a su esposo quien es asesinado por ETA. No es la primera vez que el grupo habla de esta banda terrorista, en la canción La carta de su primer álbum también hacen referencia al grupo.
Existe una maqueta del grupo llamada Calamarismo que se dio a conocer como maqueta de la canción V.O.S del álbum Guapa pero en realidad se podría tomar como maqueta de Cumplir Un Año Menos ya que la maqueta tiene ideas muy iguales a esta canción como los versos "para que quiero mis manos si tu tacto lo perdí" de V.O.S. con "para que quiero mis manos si no te tocan a ti" de Cumplir un año menos o "Para qué quiero palabras si ya no te canto a ti" y "De que sirven mis palabras si me estallan a la cara como un gran globo de lágrimas saladas de esta niña que aún te canta" sólo que cuenta con el mismo estribillo de V.O.S. Aunque para algunos Calamarismo es más bien una fusión entre V.O.S y Cumplir Un Año Menos dónde lo más importante es la voz de Xabi que tiene un toque dulce y agradable ya que esta maqueta no tiene la voz ni de Amaia ni de Leire y es cantada íntegramente por él.
- Datos: Q5794773